# とろくちずむ
『とろくちずむ』は、智弘カイによる日本の成人向け漫画。

## HIDE AND PEEK

### ストーリー
男は水着姿の女性の水着を脱がせ、日焼け跡を眺めながら愛撫した。そこには他にもう一組のカップルがいたが、そのカップルは男と水着姿の女性がいることには気づいていなかった。
男は気づかれないように静かにしなければいけないスリルを感じながらも女性の股を気づかれないように愛撫して女性を感じさせた。しかし、女性のほうもフェラで男を責めて男はあまりの気持ちよさに射精をしてしまい、水着姿の女性にからかわれてしまう。
女性は更にからかい続け積極的にプレイを続け、女性は素股を開始して楽しみ、男の早漏をさらにからかいながら楽しみ続ける。そして、たくさん楽しんだ後に今度は合体を楽しもうとする。
時間は遡る。
男の名前は伊瀬。伊瀬は友人たちと海に遊びに来ていた。そして麻雀で負けた罰ゲームで買い出しにいかされたが途中で水着姿の女性をみかけ、地元の人間だと思ってお目当ての物が買える店がどこにあるかを尋ねる。
店を教えてもらい伊瀬は買い物を済ませると帰り道に女性がいたのでお礼に飲み物を渡して、ついでに話しかける。

### 登場人物
井瀬
夏休みに友人たちと海に遊びに来た青年。早漏で当人も少し自覚がある。
高瀬 湊（たかせ みなと）
本編のヒロイン。18歳。身長158cm。B88 / W56 / H85。
日に焦げた肌と両耳にはめた大きなピアスが特徴の美少女。田舎道とはいえ、ワイシャツをはだけさせて水着姿でいるなど羞恥心がなく、水着がずれて乳首を伊瀬に見られても平然としていたものの、成り行きとはいえ、伊瀬とすぐにエッチをするなど性行為を好んでいる節があるが乳首を吸われて非常に感じるなど性に強いわけではない。
旅行者で地元の人間ではないが地形には詳しい。
ラストになって名前が明かされた毛色の変わったヒロインでもある。
沙那
湊の友人。湊との約束をドタキャンした上で男遊びをするなど薄情で節操がない（ただし、湊は不満を持ちながらも友達として変わらず接している）。

## マラスキーノ・チェリー・キッス

### ストーリー
瀬古は行ったこともないジャズバーに会社の後輩を連れて行った。ぎこちない様子で酒にむせているとバーの歌手・愛理沙(ありさ)が話しかけてくる。
彼女はお気に入りのカクテルのマンハッタンを瀬古に出して、ステージで美声を披露する。瀬古は歌声に魅了されてカクテルの味なんて殆どおぼえていなかった。
後日、瀬古は再び愛理沙のいるバーを訪れる。二人は酒を交えるが、そこで歌っている紫苑(しおん)の話題になる。愛理沙は紫苑の綺麗な髪を褒めていると、瀬古は愛理沙の髪が好きと言ってしまう。
彼女は瀬古の唇にチェリー味の口付けをする。彼らはホテルに移動し、お互いの肉欲を解放して大人の遊びを始める。

また、後日談で出されたカクテルはキス・イン・ザ・ダーク。

### 登場人物
瀬古彰俊(せこ あきとし)
サラリーマン。庶民的で遊びなれていない自分が嫌になり、コンプレックスを抱いている。愛理沙とするまでは童貞だった。
奥野愛理沙（おくの ありさ）
本編のヒロイン。27歳。身長168cm。B95 / W62 / H90。
ジャズバーの歌手。瀬古に親切になるなど優しい正格だが「無駄金を使っているみたいなら、こことかで飲む必要はない」などよく言えば身内贔屓ではないが悪く言えば辛辣な言い方をすることもある。
瀬古が言うにはアンニュイでスモーキーな歌声。
仕事場では瀬古から「凄い服」と言われた乳首だけを隠していると言っても過言ではない露出度が高すぎるドレスを着ており、これも瀬古から「凄い乳」と言わしめた爆乳と相絡まい、魅力を非常にかもしだしている美女。
お気に入りのカクテルはマンハッタン。
紫宛
ジャズバーのピアニスト。20歳の大学生。

## Undercover

### ストーリー
慎二は優秀な従姉妹の紫苑と比べられて劣等感を抱き、彼女と距離を取っていた。遂に紫苑は慎二の部屋で自分と距離を取っている理由を尋ねる。慎二ははぐらかそうとするが、紫苑はタンスの下着の位置が変わっていると告げる。紫苑はパンツを下ろし、服をめくりあげて関係改善を提案する。それ以降2人は親の目を盗んで交わるようになったが、基本的には紫苑が求めて交わるという感じだった。
そんなある日両親が法事で帰省し、2人きりになる。紫苑は慎二に好きにしていいと言う。

### 登場人物
安達紫宛（あだち しおん）
本編のヒロイン。『マラスキーノ・チェリー・キッス』にもピアニストとして登場。慎二の従姉妹。都内の国立大学に現役合格し、慎二の家から通っている。
慎二（しんじ）
滑り止めの中堅私大に通う主人公。紫苑が来てから劣等感を感じ、彼女から距離を取っていた。

## RIDE AND LEAP
『HIDE AND PEEK』に登場した沙那と潤のエピソード。語り部は潤。

### ストーリー
沙那（さな）は海の岩場で自慢の巨乳(爆乳)を使って彼氏とパイズリをしていたが苦手な虫がいたので中断する。2人は場所を移してお互いの水着をずらし、お預けをくらっていた行為を再開する。

### 登場人物
沙那
『HIDE AND PEEK』のヒロインの湊の友人。潤の彼女。金髪ロングで巨乳。虫が人一倍苦手。
潤
沙那の彼氏。金髪で褐色肌と鍛えられた筋肉が特徴。

## Behind Athletics

### ストーリー
超高校級アタッカーと称されるバレー部のエースでありキャプテンの吾妻瑛(あがつま あきら)は、ある日コーチから呼び出され部員の喫煙を知らされる。コーチは部の処分や公式大会の出場停止、大学の推薦への影響をちらつかせ瑛にキャプテンとしての責任を問う。そして、瑛の制服をめくりあげ勃起したちんぽを突き出し、バレー部を変えるために瑛に対して「指導」を迫る。彼女は戸惑いながらもコーチの「指導」を受けることを決意する。瑛は豊満でむちむちな肉体をコーチに「指導」され、「思春期の女の子」の感覚(快感)をカラダで覚えていく。

### 登場人物
吾妻 瑛（あがつま あきら）
本編のヒロイン。17歳。身長176cm。B92 / W60 / H88。和仁高校バレー部所属のキャプテン。エース。学園内からも「超高校級」と認められており、強豪大学からの推薦をもらっている実力者。髪型はポニーテールで、長身。男女問わずその美形で人気を博しているが、非凡すぎるあまり他の部員から近寄りがたい存在とされ、瑛自身も他の部員を信頼できずにいた。部員の喫煙発覚を機にコーチにリーダーシップの器を問われ、「指導」を受けることを決意。胸（乳首攻め）が弱点。（コーチに乳首攻めされて絶頂）
尚、瑛に彼氏がいるという描写はないので、本作はＮＴＲではない。
コーチ
名字は矢野。瑛のバレー部を指導している外部のコーチ。不愛想だが、チームを強く育成する腕を持つ。ヤンキーみたいな髪型をしている。部員の喫煙を発見し、瑛に「(性的な)指導」をおこなう。直接的な描写や表現はないが、セックスシーンの中で「指導」に乗じてコーチが瑛の処女を奪ったことが垣間見える。瑛に恋心を抱いているという訳ではない。

## 疑惑の媚薬は魅惑の偽薬
ストーリー

登場人物 

## Trick or Cheat?
ストーリー
大学のサークルによる飲み会で、完全に浮いた存在となってしまった牧島は二次会に移る際、ヒールが折れて道端で倒れ込んでいた佐久間棗を発見する。そして、その間に他の学生たちの姿はなくなり、2人はその場に取り残されてしまった。
登場人物
牧島（まきしま）
本編の主人公。大学生。以前、同性愛者という疑惑が生じた際、地元にいる妹を彼女だと言い張ってしまい、それ以降は彼女持ちということになっている。
佐久間棗（さくま なつめ）
本編のヒロイン。女子大生。20歳。身長162cm。B90cm / W58cm / H86cm。
癖のある長い髪をシュシュで束ねた控えめな美人。実は着痩せする体質で、牧島を驚かせるほどの隠れ巨乳。性格は地味で大人しいが意外とドジ（本人曰く「昔から、良かれと思ったことが裏目に出るタチ」）。
以前、しつこく言い寄られた際、地方にいる兄のことを彼氏だと嘘をついてしまい、それ以降は彼氏持ちということになっている。

## Brother or Sister?
ストーリー
登場人物 

## デザートローズ
ストーリー
登場人物 

## Heart Works
ストーリー
登場人物 
懸瑠比（あがた るい）
本編のヒロイン。身長157cm。B85 / W53 / H82。

## Hou could be tamed?
ストーリー
登場人物 

## その才媛≪おんな≫、紐付き
ストーリー
登場人物 
廣松花梨（ひろまつ かりん）
本編のヒロイン。24歳。身長164cm。B93 / w64 / H96。

## 書誌情報
- 智弘カイ 『とろくちずむ』 ワニマガジン社〈ワニマガジンコミックススペシャル〉、全1巻
  1. 2016年7月20日初版発行（同日発売[12]）、ISBN 978-4-86269-434-8